# Yoshiki
Yoshiki Hayashi (林 佳樹 Hayashi Yoshiki?, Tateyama, 20 de noviembre de 1965), conocido por su nombre artístico de Yoshiki, es un músico, arreglista, baterista, pianista, compositor y productor japonés. Es principalmente conocido por ser el cofundador y líder de la banda de heavy metal X Japan, en la que se desempeña tocando el piano y la batería, así como componiendo y produciendo la mayor parte del material. La banda se hizo popular en la década de 1980 mientras formaba parte del sello independiente, Extasy Records, creado por Yoshiki. La banda es considerada uno de los percusores del visual kei.
X Japan se disolvió en 1997, pero se reunió diez años después, mientras que Yoshiki creaba dos proyectos musicales, Violet UK en 2000 y S.K.I.N., un supergrupo.
Como solista, ha producido tres grandes discos de música clásica, además de contribuir como productor, arreglista y compositor de varios artistas, pero también compuso la música para la 69.ª edición de los premios Globo de Oro, por ejemplo. En sus conciertos, Tama Drums utiliza baterías de plexiglás hechas específicamente para él, así como pianos Kawai marcados con su propio nombre.
Además de su carrera musical, también es un hombre de negocios, posee varios estudios de música en Los Ángeles, tiene su propia marca de vinos, colección de kimonos y tiene su propia línea de productos de Hello Kitty bajo el nombre de Yoshikitty. Además, apoya a organizaciones benéficas y opera su propia fundación sin fines de lucro en Estados Unidos.

## Biografía
Yoshiki Hayashi nació el 20 de noviembre de 1965 en Tateyama, Prefectura de Chiba, Japón. Su madre era profesora de piano, y fue quien le inició a la edad de 4 años en dicho instrumento. Unos años después, tras asistir a un concierto de Kiss en Japón desarrolló un gusto por el rock and roll y el heavy metal, recibiendo poco después su primera batería como un regalo de su padre. Cuando Yoshiki tenía 10 años, su padre se suicidó. El trágico incidente hizo a Yoshiki encerrarse en la música, y comenzó a practicar con su batería como una suerte de terapia para superar la depresión.
Fue en el instituto donde conoció a Toshimitsu Deyama (出山 利三), también conocido como Toshi, con quien formó un proyecto escolar de rock'n'roll: su primer grupo, NOISE, en el que Yoshiki tocaba la batería y Toshi cantaba. Ambos solían ensayar tras salir de la escuela. Toshi tenía intención de continuar sus estudios para finalmente graduarse en medicina, pero Yoshiki le convenció para continuar su camino de músicos. El colegio, preocupado, comunicó a la madre de Yoshiki la intención de este de abandonar los estudios para ser músico. Sin embargo, ella apoyó a su hijo, y finalmente NOISE cambió su nombre a X. Dado que ninguna discográfica aceptaba a X por su sonido agresivo y estética impactante, la propia madre de Yoshiki vendió su negocio textil para fundar Extasy Records, lo que dio cierta autonomía a X para crear su propia música.

### Salto a la fama con X
Cuando Noise se disolvió en 1982, Yoshiki y Toshi formaron una nueva banda, a la que llamaron X mientras trataban de pensar en otro nombre, pero el nombre se quedó. En 1986, Yoshiki fundó su propio sello discográfico independiente, Extasy Records, con el fin de distribuir la música de la banda. Hacia 1987 X contaba con su primera formación estable integrada por Yoshiki Hayashi como baterista, pianista y compositor, hide (Hideto Matsumoto, 松本 秀人) a la guitarra, Toshimitsu Deyama como vocalista, Pata (Ishizuka Tomoaki (石塚 智昭)) como segundo guitarrista, y Taiji Sawada (沢田 泰司) como bajista. En ese mismo año produjeron sus primeros singles, Orgasm y I'll Kill You. El 26 de diciembre, la banda participó en una audición celebrada por CBS/Sony que dio lugar a un contrato de grabación en agosto del año siguiente. En 1989 con el lanzamiento de su segundo álbum y gran debut, Blue Blood, alcanzaron el número seis en la lista Oricon y duró en dicho lugar durante más de 100 semanas. Poco después Yoshiki trabó amistad con Komuro Tetsuya de globe y en 1991 realizaron el sencillo Haitoku no Hitomi - Eyes of Venus como un proyecto llamado V2. Ese mismo año lanzaron su tercer álbum, Jealousy, logrando ventas millonarias, y fue la primera banda de metal japonés en presentarse en la mayor sala de conciertos de Japón, el Tokyo Dome. Al año siguiente se anunció el cambio de nombre de la banda a X Japan con el fin de poner en marcha una carrera internacional con un lanzamiento del álbum estadounidense, sin embargo, esta última instancia, no fue así.
En 1992, X ya se había popularizado en Japón con un sonido altamente melódico que integraba elementos de thrash metal y power metal, y por aquel entonces realizaron su legendario concierto Hanmettsu ni Mukatte (Al borde de la destrucción) en el Tokyo Dome. Yoshiki frecuentemente padecía de dolencias musculares en el cuello y muñecas por su modo un tanto brutal de golpear la batería. X posteriormente cambiaron su estética pseudo-punk a visual kei, integrando elementos de glam rock, punk, estética apocalíptica y ropajes tradicionales japoneses, y causando una profunda impresión en la cultura popular japonesa. Yoshiki modeló por entonces para una revista fotográfica convenientemente llamada NUDE, en la que definió aún más la estética andrógina del visual kei que más tarde adoptarían otras bandas japonesas. Ese mismo año Extasy Records produjo a la banda Luna Sea, y tuvieron que cambiar su nombre a X Japan debido a problemas legales con la banda de metal estadounidense X. Finalmente, por un conflicto interno del cual ninguno de sus integrantes ha querido declarar nada, Taiji fue despedido de la banda. Posteriormente sería sustituido por Heath (Hiroshi Morie (森江 博)) en el bajo.
En 1993, X Japan interpreta en directo Art of Life, una canción de 28:56 minutos en la que incorporan elementos progresivos en grandes cantidades y refinan el aspecto más sinfónico de la banda. Esto le da la oportunidad a Yoshiki de realizar proyectos de música clásica, realizando con George Martin y la Orquesta Filarmónica de Londres el álbum Eternal Melody, integrado casi en su totalidad por arreglos exclusivamente orquestales de temas clásicos de X. El álbum alcanzó el número 6 en las listas. El 3 de noviembre, los sencillos "Amethyst" y "Ima wo Dakishimete" fueron lanzados y alcanzaron el número cinco y tres, respectivamente, en las listas de éxitos. En 1994, Yoshiki produce con Roger Taylor el sencillo Foreign Sand, y realiza un arreglo sinfónico del clásico Black Diamond de Kiss para el tributo Kiss My Ass.
Hasta 1996, pasó un período de distensión en el que Yoshiki continuó produciendo nuevos proyectos y el resto de X iniciaban carreras en solitario o comenzaban otros proyectos a su vez. Tras esto, X Japan publica su álbum Dahlia. Mientras, entre bastidores, Toshi anuncia a sus compañeros su intención de dejar la banda, noticia que se hace pública en septiembre de 1997 con la gira Last Live. Una vez disuelta la banda Yoshiki y Hide (guitarrista principal de la banda) tienen pláticas para volver a reagruparse teniendo la posibilidad de integrar a otro vocalista. Pero lamentablemente el 2 de mayo de 1998 Hide fallece y el proyecto queda en el aire. Yoshiki decide retirarse de los escenarios. La muerte de Hide afectó muchísimo a Yoshiki, sumiéndole en una profunda depresión. Prometió no volver a tocar la batería nunca más y no volver a tener otro amigo como hide. Aunque, se mantuvo activo como productor.

### Después de X Japan
En 1999, realiza el CD hide TRIBUTE SPIRITS, en memoria de su fallecido amigo y excompañero. En noviembre, Yoshiki realizó una actuación especial en conmemoración del cumpleaños del Emperador Akihito, tocando el piano junto a una orquesta. Para entonces, si bien Yoshiki era recordado como el modelo viviente de la estética visual y uno de los baterías más brutales del mundo, él prefería mantenerse entre bastidores como un hombre de negocios formal y educado. No volvería a tocar la batería hasta que volviese a colaborar con Tetsuya Komuro.
En septiembre de 2002, se une al grupo de pop GLOBE dirigido por Tetsuya Komuro. Aunque su única contribución fue el sencillo "Seize the Light". El 3 y 4 de diciembre, llevó a cabo conciertos sinfónicos con la Orquesta Filarmónica de la Ciudad de Tokio, en el Tokyo International Forum. Interpretando arreglos orquestales de temas de X Japan y de canciones creadas para Violet UK, con la colaboración de cantantes femeninas como Nicole Scherzinger.
En el año 2005 se separa de GLOBE y a mediados del 2006 anuncia la formación de un nuevo proyecto musical junto al conocido cantante japonés Gackt, durante una sesión de firmas en la convención de manga y anime Otakon. En diciembre se confirma que el proyecto en cuestión es un grupo junto a Gackt y Sugizo de Luna Sea. En mayo de 2007 se anuncia la creación del super grupo S.K.I.N. junto a Miyavi y los anteriormente mencionados artistas. Había grandes expectativas para la banda, se esperaba que fuera la primera banda asiática en conquistar las listas de éxitos mundiales, empezando por los Estados Unidos, y de llevar una revolución del rock y comenzar una nueva era del rock and roll, abriendo el mercado de Japón en la industria de la música occidental. Sin embargo, después de su debut el 29 de junio de 2007 en el Anime Expo en Long Beach, se detuvieron todas las actividades. Ese mismo año coprodujo la banda sonora para el film Catacombs dirigida por Tomm Coker, que también incluyó la canción de Violet UK, "Blue Butterfly" y fue lanzada por Extasy Records Internacional. El 20 de septiembre, durante la premier de Catacombs en Japón, se anunció que Yoshiki sería el productor musical del nuevo film dirigido por Darren Lynn Bousman Repo The Genetic Opera y su banda sonora, además de componer una pista extra para dicha cinta. El 22 de octubre, los exmiembros de X Japan aparecen reunidos por primera vez en más de 10 años en la filmación pública del videoclip promocional de su nuevo sencillo, "I.V.", realizado para la cuarta entrega de la saga de películas de SAW de Lions Gate Entertainment. En 2008 X Japan realiza una serie de presentaciones para promocionar dicho sencillo y oficialmente se vuelven a reagrupar. En 2009, Yoshiki colabora con el tema "Blue Sky Heaven" para el 30.º aniversario de un programa de televisión de Japón, también colabora para la película de fantasía histórica "Goemon" con la canción de Violet UK "Pink", que fue lanzada el 29 de abril de ese año a través de iTunes.

### El regreso de X Japan
El 4 de junio de 2007 se anuncia el regreso de X Japan. Un nuevo sencillo y un tour por Estados Unidos son las primeras actividades previstas. En 2008 X Japan realiza una serie de presentaciones para promocionar su sencillo "I.V.".

## Discografía

### Singles
- 背徳の瞳 [Haitoku No Hitomi] ~Eyes Of Venus~ / Virginity  "V2" (1992.1.18)
- Amethyst (1993.11.3)
- 今を抱きしめて [Ima Wo Dakishimete]  "Noa" (1993.11.3)
- Rain  "Glay" (1994.5.25)
- Foreign Sand  "Roger Taylor" (1994.6.1)
- Moment  "Hideki Saijo" (1997.8.6)
- Begin  "Shoko Kitano" (1998.6.23)
- 薔薇と緑 [Bara To Midori]  "Shoko Kitano" (1998.10.28)
- 深紅の花 [Shinku No Hana]  "Shizuka Kudo" (2000.11.8)
- Seize The Light  "globe" (2002.11.27)
- I'll Be Your Love  "Dahlia" (2003.10.29)
- Scorpio  "The Trax" (2004.12.15)
- Rhapsody  "The Trax" (2005.4.20)
- Sex and Religion  "Violet UK" (2005.12.19)

### Álbumes
- Yoshiki Selection (1991.12.12)
- Symphonic Blue Blood (1991)
- Symphonic Silent Jealousy (1992)
- Orchestra Selection -Blue Blood & Silent Jealousy- (1992)
- Eternal Melody I (1993.4.21)
- A Music Box For Fantasy (1993.7.25)
- Yoshiki Selection II (1996.4.11)
- Eternal Melody II (2005.3.23)

### Compilaciones con diferentes artistas
- Kiss My Ass: Classic Kiss Regrooved (1994.6.21)
- hide: Tribute Spirits (1999.5.1)
- Ai Chikyu-haku presents Love the Earth (2005.3.30)

## Multimedia

### Video y DVD
- V2 Special Live Virginity 1991.12.5 (1992.3.25)
- Anniversary (2000.5.18)
- Symphonic Concert 2002.12.4 With Tokyo City Philharmonic Orchestra Featuring Violet UK (2005.3.30)